# Algèbre extérieure
Pour les articles homonymes, voir Algèbre (homonymie).
 (février 2007).
| - Orientation définie par un ensemble ordonné de vecteurs. - L'orientation inversée correspond à la négation du produit extérieur. |

En mathématiques, et plus précisément en algèbre et en analyse vectorielle, l'algèbre extérieure d'un espace vectoriel E sur un corps {\displaystyle \mathbb {K} } est une algèbre associative graduée, notée {\displaystyle \Lambda E}. La multiplication entre deux éléments a et b est appelée le produit extérieur et est notée  {\displaystyle a\wedge b}. Le carré de tout élément de E est zéro ({\displaystyle a\wedge a=0}), on dit que la multiplication est alternée, ce qui entraîne que pour deux éléments de E : {\displaystyle a\wedge b=-b\wedge a} (la loi est « anti-commutative »).
L'algèbre extérieure est aussi appelée algèbre de Grassmann nommée ainsi en l'honneur de Hermann Grassmann. Vers 1846, ce dernier a écrit un traité sur les « grandeurs extensives », précurseurs des multivecteurs.

## Applications
L'algèbre extérieure est utilisée en mathématiques dans la théorie des déterminants qui permettent de calculer les volumes et les surfaces. L'algèbre extérieure permet en particulier de définir les formes différentielles sur une variété  et les champs de multivecteurs. Les formes différentielles sont particulièrement utiles en topologie algébrique et surtout en géométrie différentielle et en physique mathématique. En géométrie algébrique, l'algèbre extérieure intervient dans l'étude des faisceaux localement libres. Ces applications sont à peine abordées dans cet article qui se veut avant tout introductif.

## Définition

### Par générateurs et relations
Dans un premier temps, on peut se contenter d'une description par générateurs et relations. On introduit un symbole {\displaystyle \wedge }. Les {\displaystyle v_{i}} désignant des éléments de E, on considère l'espace vectoriel engendré par les éléments notés {\displaystyle v_{1}\wedge v_{2}\wedge \dots \wedge v_{k}} sur le même corps {\displaystyle \mathbb {K} } que celui de E. Les relations sont les axiomes qui font de {\displaystyle \wedge } un produit, avec la relation supplémentaire {\displaystyle x\wedge x=0} pour tout {\displaystyle x} de E.
On en déduit alors que : {\displaystyle \forall u\in E,\;\forall v\in E,u\wedge v=-v\wedge u}. 

### Construction formelle à partir de l'algèbre tensorielle
L'algèbre ΛE est l'algèbre graduée associative la plus générale contenant E, avec un produit ayant la propriété d'alternance. Il est naturel de voir dans ce problème une variante de l'introduction de l'algèbre tensorielle T(E), et d'obtenir la propriété d'alternance par un quotient adapté.
Soit I l'idéal bilatère de T(E) engendré par les éléments de la forme v⊗v pour v appartenant E (cet idéal contient les éléments de la forme v⊗w + w⊗v pour v et w appartenant à E). L'algèbre ΛE est définie comme le quotient T(E)/I.

## Interprétation géométrique desk-vecteurs
On peut donner une interprétation géométrique des k-vecteurs : le 2-vecteur {\displaystyle u\wedge v} représente l'ensemble des parallélogrammes orientés, contenu dans le même plan que celui de côtés u et v, et ayant même aire et même orientation que ce dernier. Le 3-vecteur {\displaystyle u\wedge v\wedge w} représente l'ensemble des parallélépipèdes orientés, contenu dans le même espace de dimension 3 que le parallélépipède de côtés u, v, et w, et ayant même volume et même orientation que ce dernier, etc.

## Notations
Les éléments de la forme {\displaystyle v_{1}\wedge v_{2}\wedge \cdots \wedge v_{k}} avec v1, …, vk  dans E sont appelés k-vecteurs. Le sous-espace de ΛE engendré par tous les k-vecteurs porte le nom de k-ème puissance extérieure de E et se note {\displaystyle \Lambda ^{k}E}. Les éléments de cet espace sont souvent appelés, au moins en géométrie, des k-multivecteurs, ou plus simplement bivecteurs pour k = 2. Les k-multivecteurs sont donc des combinaisons de k-vecteurs, pas forcément des k-vecteurs.
Les éléments de {\displaystyle \Lambda ^{k}E} sont exactement ceux de degré k de l'algèbre graduée {\displaystyle \Lambda E}. En particulier, {\displaystyle \Lambda ^{0}E=\mathbb {K} } où {\displaystyle \mathbb {K} } est le corps de {\displaystyle E} et {\displaystyle \Lambda ^{1}E=E}.
L'espace vectoriel {\displaystyle \Lambda E} est la somme directe des puissances extérieures successives  {\displaystyle \Lambda ^{k}E} où k décrit N  :
L'indice k forme un degré compatible avec le produit extérieur : le produit d'un k-vecteur et d'un l-vecteur est un vecteur de degré inférieur à k + l. Ainsi l'algèbre extérieure a une structure d'algèbre graduée.
L'espace vectoriel {\displaystyle \Lambda ^{k}E} possède la propriété universelle suivante : pour toute application k-linéaire alternée f de {\displaystyle E^{k}} dans un espace vectoriel F, il existe une unique application linéaire {\displaystyle \varphi :\Lambda ^{k}E\to F} telle que :
{\displaystyle \forall (v_{1},\dots ,v_{k})\in E^{k},f(v_{1},\dots ,v_{k})=\varphi (v_{1}\wedge \dots \wedge v_{k})}.

## Base et dimension
Si E est de dimension n et de base (e1, …, en), alors il est possible de donner une base de la k-ième puissance extérieure ΛkE, sous la forme
{\displaystyle \{e_{i_{1}}\wedge e_{i_{2}}\wedge \cdots \wedge e_{i_{k}}\mid 1\leq i_{1}<i_{2}<\cdots <i_{k}\leq n\}}
En effet, c'est un résultat général de décomposition pour les applications multilinéaires alternées. Chacune des composantes du k-vecteur sur cette base est un mineur de la matrice dont les colonnes sont les composantes des vecteurs vj sur la base ei.
La dimension de ΛkE est le coefficient binomial {\displaystyle {n \choose k}}. Notamment, ΛkE = {0} pour k > n.
L'algèbre extérieure est donc l'algèbre graduée égale à la somme directe
{\displaystyle \Lambda E=\Lambda ^{0}E\oplus \Lambda ^{1}E\oplus \Lambda ^{2}E\oplus \cdots \oplus \Lambda ^{n}E}
(dans laquelle Λ0E = {\displaystyle \mathbb {K} } et Λ1E = E), et sa dimension est donc 2n.

## Algèbre extérieure d'un module de type fini
Pour tout module {\displaystyle M} sur un anneau commutatif unitaire {\displaystyle A}, on construit de la même façon que pour les espaces vectoriels une {\displaystyle A}-algèbre unitaire graduée {\displaystyle \Lambda (M)=\oplus _{n\geq 0}\Lambda ^{n}M}.
Si {\displaystyle M} est engendré par {\displaystyle d} éléments, alors {\displaystyle \Lambda ^{n}M=0} pour tout {\displaystyle n>d}.
Si de plus {\displaystyle M} est libre de rang {\displaystyle d}, alors {\displaystyle \Lambda ^{n}M} est libre pour tout {\displaystyle n\geq 1}, {\displaystyle \Lambda ^{d}M} est libre de rang 1 et est appelé le déterminant de {\displaystyle M}.